# حصه (اصفهان)
حَصّه (حَصه)، محله حصه در قسمت شمال شرق اصفهان در استان اصفهان ایران است. ساکنان حصه از طبقه فرودست جامعه هستند و نزدیک به فرودگاه نظامی و مهندسین صنایع هوایی هستند. حصه به علت نزدیکی به فرودگاه و فاصله پنج کیلومتری از مرکز شهر موقعیت جغرافیایی بسیار خوبی دارد و بزرگترین پروژه عمرانی اصفهان زیر گذر حصه است که در دست اجراست.

## جمعیت
این محله در استان اصفهان قرار دارد و براساس سرشماری مرکز آمار ایران در سال ۱۳۸۵، جمعیت آن ۱۰٬۹۴۲ نفر (۲٬۶۵۲خانوار) بوده‌است.